# Europa Star 2010
Pour un article plus général, voir Europa Star.
La 7e édition du programme Europa Star est un programme d'émission de pièces commémoratives ayant eu lieu en 2010 dans plusieurs États européens frappant des pièces en euro ; le thème commun était l'« architecture européenne ».
| Pays      | Sujet                                                         | Valeur faciale | Sortie          | Notes |
| --------- | ------------------------------------------------------------- | -------------- | --------------- | --- |
| Belgique  | Musée royal de l'Afrique centrale (100e anniversaire)         | 10 €           | février 2010    | seconde pièce en or avec valeur faciale de 50 €                                                                       |
| Espagne   | Antoni Gaudí                                                  | 10 €           | -               | seconde pièce en or avec valeur faciale de 200 €                                                                      |
| Finlande  | Eero Saarinen                                                 | 10 €           | 29 janvier 2010 | |
| France    | Centre Georges-Pompidou                                       | 10 €           | -               | autre pièce en argent avec valeur faciale de 50 € et autres pièces en or avec valeur faciale de 50 € / 200 € / 1000 € |
| Irlande   | Gaisce – Prix du Président (25e anniversaire)                 | 10 €           | 1er avril 2010  | seconde pièce en or avec valeur faciale de 20 €                                                                       |
| Italie    | Aquilée                                                       | 10 €           | -               | |
| Malte     | Auberge d'Italie à La Valette                                 | 10 €           | 1er juin 2010   | seconde pièce en or avec valeur faciale de 50 €                                                                       |
| Pays-Bas  | Pays-Bas pays de l'eau                                        | 5 €            | 10 juin 2010    | seconde pièce en or avec valeur faciale de 10 €                                                                       |
| Portugal  | Praça do Comércio à Lisbonne                                  | 2,50 €         | 10 juin 2010    | seconde pièce en or avec valeur faciale de 2,50 €                                                                     |
| Slovaquie | Églises en bois de la partie slovaque de la zone des Carpates | 10 €           | 15 mars 2010    | |